# スクーター製造者の一覧
スクーター製造者の一覧では、オートバイの中でもスクーターの製造を行う企業・団体を羅列する。それ以外のオートバイ製造者は「オートバイ製造者の一覧」を参照。
欧州から始めておおむね地球を東回りにぐるりと一周する順に記述する。
日本へ直行したい場合は→#日本の製造者・ブランド

## 欧州

### スペインの主な製造者・ブランド
- リエフ（西）
- チスパ（西）
- スズキスペイン（西）

### イタリアの主な製造者・ブランド
- ガレリ（伊）
- ディブラッシ（伊）
- MVアグスタ（伊）
- ピアジオ（伊）
  - ベスパ（伊）
  - ジレラ（伊）
  - デルビ（西）
  - アプリリア（伊）
    - モト・グッツィ（伊）
    - ラベルダ（伊）
- ベネリ（伊）
  - アディバ（伊）
- マラグーティ（伊）
- ベータ（伊）
- イタルジェット（伊）
- FAR（伊）
- スズキイタリア（伊）
- ヤマハイタリア（伊）
- ホンダイタリア（伊）

### フランスの主な製造者・ブランド
- プジョー・モトシクル（仏）
- MBK（仏）
  - モトベカン（仏）
- ワコックス（仏）
- スズキフランス（仏）
- モト・マーチン（仏）

### ドイツの主な製造者・ブランド
- BMW（独）
  - BMWモトラッド（独）
  - MINI（MINI SCOOTER E CONCEPT）

### オーストリアの主な製造者・ブランド
- ジェネリック（墺）
- KTM（オーストリア）
- シュタイア・ダイムラー・プフ（オーストリア）

### オランダ
- ニコ・バッカー（蘭）
- ヤマハヨーロッパ（蘭）
- ヤマハオランダ（蘭）

### イギリスの主な製造者・ブランド
- スコマディ（英）
- ロイヤルアロイ（英）
- スズキGB（英）
- ホンダヨーロッパ（英）

### スウェーデン
- ハスクバーナ（スウェーデン）
- フサベル（スウェーデン）

### チェコ
- ヤワ（チェコ）

### ベラルーシ
- ミンスク（ベラルーシ）

## 中東

### サウジアラビア
- スズキバラヤン（サウジアラビア）

## アジア

### インド
- LML（印）
- バジャージ・オート（印）
- TVSモーター（印）
- スズキインド（印）
- ホンダモーターサイクルアンドスクーターインディアプライベート・リミテッド（印）
- ヒーロー・モトコープ（印）
- エーテル・エナジー（印）

### パキスタン
- パキスタンスズキ（パキスタン）

### タイの製造者・ブランド
- タイスズキ（タイ）
- タイヤマハ（タイ）
- A.P.ホンダ（タイ）
- タイカワサキ（タイ）

### ベトナム
- スズキベトナム（ベトナム）
- ホンダベトナム（ベトナム）

### インドネシア
- ビアル（インドネシア）
- P.T.スズキ・インドモービル・モーター（インドネシア）

### フィリピン
- スズキフィリピン（フィリピン）

### マレーシア
- モデナス（マレーシア）
- スズキアセンブラマレーシア（マレーシア）

### 中国の主な製造者・ブランド
- 隆鑫工業（中）
  - 上海隆鑫物資（中）
- 浙江銭江摩托（中）
- 浙江摩托車（中）
- 香港凌雲（中）
- 済南大隆機車（中）
  - 寧波力弘摩托車（中）
  - 済南軽騎摩托車（中）
    - 済南軽騎鈴木摩托車（中）

  - 済南軽騎電動車（中）
- 重慶勁隆科技集団（中）
  - 重慶勁鋒摩托車（中）
- 金城集団（中）
  - 南京金城鈴木摩托車（中）
- 中国・星月集団（中）
- 永源集団（中）
- 台州市欧銘摩托車（中）
- 中国嘉陵集団（中）
  - 上海嘉陵車（中）
  - 広東嘉陵摩托車（中）
  - 河南嘉陵三輪摩托車（中）
  - 重慶嘉陵嘉鵬工業（中）
- 上海杰士達摩托車（中）
- 上海申科摩托車（中）
- 浙江中能工業集団（中）
  - 台州中能摩托車（中）
  - 仏山市仏斯弟摩托車（中）
- 浙江台州市王野動力（中）
- 浙江珠峰華鷹摩托車（中）
- 江門市迪豪摩托車（中）
- 江門市中港宝田摩托車（中）
- 浙江浩博運動器械（中）
- 慈渓康鑫摩托車（中）
- 重慶勁揚摩托車（中）
- 重慶建設摩托車（中）
  - 重慶建設雅馬哈摩托車（中）
- 重慶昌明機車（中）
- 株洲南方雅馬哈摩托（中）
- 珠海珠江車（中）
- 深圳宝安益豪摩托車（中）
- 煙台奔騰汽車（中）
- 天津本田摩托（中）
- 五羊本田摩托（中）
- 豪爵（中）
- 重慶宗申機車（中）
- 広州摩托集団（中）
- 力帆汽車（中）
- 江蘇雅迪科技（中）
- 重慶巴山摩托車（中）
- 浙江弘州摩托車（中）
- 常州山崎摩托車（中）
- 台州市凱通摩托車（中）
- 台州市川鈴摩托車（中）
- 春風控股集団（中）
  - 浙江春風動力（中）
- 本州集団（中）
- ヴィクーニャ（中）
- エクストリームスクーター（中）

### 台湾の製造者・ブランド
- キムコ（台）
- ユナリ（台）
- SYM（台）
- PGO（台）
- TGB（台）
- CPI（台）
- EVT（台）
- ハートフォード（台）
- JSFCO（台）
- ジョーダン（台）
- ケーン（台）
- アドリー（台）
- ディンリ（台）
- Aモーター（台）
- WU' S TECH（台）
- YMT（台）
- 台鈴工業（台）

### 韓国の製造者・ブランド
- ヒョースン（韓）
- デーリム（韓）

### 日本の製造者・ブランド
主要メーカー
- スズキ
- 本田技研工業（ホンダ）
- ヤマハ発動機（ヤマハ）

中小メーカー
- プロッツァ（旧プロスタッフEV事業部）
- TRE Products（トレプロダクツ）
- アクセス（MAI）
- アルザン
- イーモービル
- エコシステム
- エレクトリックパワーモーター
- オーシャンエナジーテクニカ
- コムテック
- シムスインターナショナル（G-wheel）
- 城南商事（DEN-RIN）
- スクーテックジャパン
- タイセイエンター
- タカハシカメラ
- タジマモーターコーポレーション（イーランナー）
- テコ
- テラモーターズ
- トムキャット
- ドリームトキ（COMA）
- 錦エンジニア
- 西村レース
- 日本テクノ（エコシーザ）
- フキ・プランニング
- コックスデザイン
- プロト（ロードホッパー）
- エコット
- ベネフィット/コウメイ（レコロ）
- ユニオート（みんなのバイク）
- レスク（スカルピーナ）
- ロデオマニュファクチャリングインク（ロデオモーターサイクル）
- CKデザイン
- CKファクトリー
- JSK
- M2デザイン研究所
- MBP JAPAN
- ORIENTAL/worksHAUNT（アパックスパワー）
- YM'S（SHOCK）
- テック（DENBA）
- NOAA
- ロケット（サンモーターサイクルズ）
- グロースンドリーム
- ノリモノランド

#### 過去に存在した日本の製造者・ブランド
第2次世界大戦後
事業撤退した現存企業
- 自動車・オートバイメーカーとして現存するもの
  - SUBARU(旧：富士重工業)（ラビットスクーター）
  - 中日本重工業（シルバーピジョン）⇒三菱重工業/三菱自動車工業
  - 日産自動車（ニッサン電気スクーター）
  - 川崎重工業
- 自動車部品メーカーとして現存するもの
  - ヤマテ工業
  - オーヴァークリエイティブ（JEVO）⇛オーヴァーレーシングプロジェクツ
- 自動車関連企業以外
  - 東京マルイ

会社自体が消滅
- 東昌自動車工業（パンドラ）
- 三光工業（ジェット、コスタージェット）⇒日本発動機
- 平野製作所（ポップ号、ヒラノオート号）

## 豪州
- Vモト（豪）
  - スーパーソコ（本社は中国）
- ブリッテン・モーターサイクル・カンパニー（ニュージーランド）
- ヤイクバイク（ニュージーランド）

## 北米・南米

### アメリカ合衆国の主な製造者・ブランド
- ベクトリックス（米）
- エレクトリック・モータースポート（米）
- ワイズ（米）

## 日本以外の過去の製造者・ブランド
- カジバ
- DKW
- デュアルコップ
- ビアンキ
- ハーレーダビッドソン
- ビューエル
- ブルタコ
- モビレッテ
- モンテッサ
- ランブレッタ
- ルノー・スポール
- ルーミー
- FBモンディアル
- ローバー
- ワラタ